# ONE Friday Fights 6
ONE Friday Fights 6: Gingsanglek vs. Kongthoranee (también conocido como ONE Lumpinee 6) fue un evento de deportes de combate producido por ONE Championship llevado a cabo el 24 de febrero de 2023, en el Lumpinee Boxing Stadium en Bangkok, Tailandia.

## Historia
Una trilogía de muay thai de peso mosca entre Gingsanglek Tor.Laksong y el ex-Campeón de Peso Súper Gallo y Peso Ligero de Rajadamnern Stadium Kongthoranee Sor.Sommai encabezó el evento. Se enfrentaron por primera vez en SuekJaoMuayThai en Omnoi Stadium el 24 de abril de 2021, la cual Gingsanglek ganó por decisión unánime. Se enfrentaron por segunda vez en Amarin Super Fight: Chang Muay Thai Kiatpetch en el Rajadamnern Stadium el 20 de marzo de 2022, la cual Kongthoranee ganó por TKO (paro médico) en el quinto asalto.
Una pelea de peso pluma entre Anzor Chakaev y Leonardo Casotti estaba programada para el evento. Sin embargo, Casotti fue reprogramado para enfrentar a Martin Nguyen en ONE Fight Night 7 el 25 de febrero y la pelea fue cancelada.

## Bonificaciones
Los siguientes peleadores recibieron bonos de ฿350.000.
- Actuación de la Noche: Kongthoranee Sor Sommai, Johan Ghazali, Bogdan Shumarov y Celest Hansen